# فيليكس إي. فيست
فيليكس إي. فيست (بالإنجليزية: Felix E. Feist)‏ هو منتج أفلام وكاتب سيناريو ومخرج أمريكي، ولد في 28 فبراير 1910 في نيويورك في الولايات المتحدة، وتوفي في 2 سبتمبر 1965 في إنسينو ‏ في الولايات المتحدة.

## وصلات خارجية
- فيليكس إي. فيست على موقع IMDb (الإنجليزية)
- فيليكس إي. فيست على موقع ألو سيني (الفرنسية)
- فيليكس إي. فيست على موقع أول موفي (الإنجليزية)
- فيليكس إي. فيست على موقع قاعدة بيانات الأفلام السويدية (السويدية)
- فيليكس إي. فيست على موقع قاعدة بيانات الفيلم (الإنجليزية)
- فيليكس إي. فيست على موقع كينوبويسك (الروسية)